# Música del alma
Música del alma es el primer álbum en vivo de la etapa solista del músico argentino Charly García. El disco fue registrado en vivo en noviembre de 1977 en un recital llamado "El festival del amor". En el mismo participaron junto a Charly diferentes artistas, como David Lebón, el grupo acústico Porsuigieco y su propia banda de rock progresivo La máquina de hacer pájaros. Durante algunos temas, se dio una reunión de Sui Generis como dúo, quedando registradas en el álbum dos de sus canciones ("Gaby" y "Bienvenidos al tren"), pero se dejó afuera la reunión con Rinaldo Rafanelli y Juan Rodríguez. Algunos temas fueron regrabados en los estudios ION. En este álbum se da el primer lanzamiento de García como solista.

## "Festival del Amor"
En noviembre de 1977, un concierto promovido por Charly García titulado "Festival del Amor" reunió en el Luna Park a los más importantes músicos del momento, incluyendo a Sui Generis y a PorSuiGieco. El espectáculo se grabó para un disco doble titulado "Música del Alma" ya descatalogado e inconseguible, aunque con varias reediciones en CD (oficiales y no oficiales). 
"Tuvo lugar en las horas más tenebrosas de la historia argentina reciente, cuando la dictadura secuestraba, torturaba y asesinaba. Y se llamó "El Festival del Amor"… Mucho tiempo después advertimos la paradoja. Sucedió el 11 de noviembre de 1977 en el Luna Park por iniciativa de Charly García y su amigo y nuevo socio de ese momento, David Lebon, y tuvo mucho éxito: casi sin publicidad masiva -por entonces nadie podía imaginar una ciudad afichada ni avisos en la tele anunciando un concierto de rock, como hoy es habitual - convocó 15 mil personas (el estadio, en aquella época, estaba acondicionado para el boxeo de tal forma que tenía esa capacidad).    
"La ocasión sirvió para que Charly despidiera a La Máquina de Hacer Pájaros, el grupo con el que venía tocando desde hacía poco menos de dos años. También para re-unir a Sui Generis, su dúo con Nito Mestre que había concluido oficialmente su historia en septiembre del 75 en ese mismo Luna Park, y al fugaz supergrupo PorSuiGieco. Y fundamentalmente para reunir a sus amigos, que no casualmente eran parte de las más grandes figuras del rock de ese tiempo: León Gieco, Gustavo Santaolalla, Raúl Porchetto y los ya citados Mestre y Lebon.    
"La historia no contada en ese momento dice que García y Lebon lo hicieron porque no tenían un peso, pese a que ya eran famosos y reconocidos en el ámbito del rock, y querían irse del país, por un tiempo al menos, para respirar mejores aires. Ese viaje terminaría en Brasil con excelentes resultados: fue en Buzios donde unos meses después fundarían Seru Girán."     
"El concierto, que duró cuatro horas, fue grabado para un disco sin buenos resultados: por acoples y desajustes técnicos diversos; muchos registros en vivo no se pudieron recuperar. No obstante, algunos sirvieron. Con ellos, y con grabaciones hechas en estudio entre enero y febrero de 1978, se editó un disco doble en el invierno de 1980. El álbum se llamó Música del alma y tuvo en la portada un inolvidable dibujo de Renata Schussheim, artista plástica que al momento de esa edición estaba muy cercana a Charly y trabajaba en el arte de Bicicleta, el tercer opus de Seru Giran (de hecho, las portadas de Música del alma y Bicicleta tienen ciertas similitudes). Hoy, Música del alma es un disco virtualmente perdido porque, producido por Oscar López, fue lanzado por Sazam Records, sello de rock de la compañía Music Hall, en quiebra y sin sucesor.       
"A pesar de lo descrito, el disco se reeditó de manera ilegal en dos oportunidades; en 2003 un sello fantasma llamado PROFOA, lo publica en una caja de DVD haciédolo bastante llamativo, y en 2005 PELO Music lo reedita invocando una falsa licencia de Sicamericana. En ambos casos, el sonido se consiguió levantándolo de un vinilo y no de la cinta master original".

## Arte de tapa
El álbum es recordado entre otras cosas por el arte de tapa, un dibujo en blanco y negro sin que figure el nombre del disco , obra de la artista plástica argentina Renata Schussheim. En el mismo se ve un retrato dibujado de García contra el fondo negro rodeado por una constelación de figuras de fantasía como diversos animales, flores y arlequines flotando entre lo que parecen estrellas.
"El dibujo de Garcia, con su melena y el bigote bicolor, los lentes oscuros y los 'muñecos malditos' a su alrededor, fue el primero de una extensa lista de trabajos conjuntos entre los dos artistas (luego Schussheim se encargaría de varias escenografías, videoclips e incluso del look gomina de Garcia en tiempos de Piano Bar). 'Este dibujo me lo pidió al poco tiempo de conocerlo' - recuerda Renata. 'Yo estaba encandilada por su imagen y su espíritu. En el retrato está mi mas sublime idealización y afecto por Charly. Es mitad homenaje, mitad prueba de amor. Fue en un periodo en el que trabajaba solo en blanco y negro y lo hice todo con plumín'."

## Lista de canciones
- La lista corresponde al orden en que aparecen las canciones en la edición original en vinilo. Las ediciones en CD poseen un orden diferente.

| Cara 1 |                                                       |                             |          |  |
| N.º    | Título                                                | Músico(s)                   | Duración |  |
| 1.     | «Variaciones sobre Música del Alma» (Charly García)   | Charly García               | 5:15     |  |
| 2.     | «Dos Edificios dorados» (David Lebón/Liliana Lagardé) | David Lebón y Charly García | 5:28     |  |
| 3.     | «Hombre de mala sangre» (David Lebón/Liliana Lagardé) | David Lebón y Charly García | 4:02     |  |
| 4.     | «Sentado en el umbral de Dios» (Raúl Porchetto)       | Raúl Porchetto              | 2:42     |  |

| Cara 2 |                                              |                             |          |  |
| N.º    | Título                                       | Músico(s)                   | Duración |  |
| 1.     | «El fantasma de Canterville» (Charly García) | Charly García y David Lebón | 4:51     |  |
| 2.     | «Las Dulces promesas» (León Gieco)           | León Gieco                  | 3:00     |  |
| 3.     | «Iba acabándose el vino» (Charly García)     | PorSuiGieco                 | 3:48     |  |
| 4.     | «Tema de los devotos» (David Lebón)          | David Lebón y Charly García | 8:06     |  |

| Cara 3 |                                           |                             |          |  |
| N.º    | Título                                    | Músico(s)                   | Duración |  |
| 1.     | «Boletos, pases y abonos» (Charly García) | La Máquina de Hacer Pájaros | 17:45    |  |

| Cara 4 |                                          |               |          |  |
| N.º    | Título                                   | Músico(s)     | Duración |  |
| 1.     | «Gaby» (Carlos Piégari/Alejandro Correa) | Sui Generis   | 4:23     |  |
| 2.     | «Bienvenidos al tren» (Charly García)    | Sui Generis   | 3:25     |  |
| 3.     | «Studio Jam» (José Luis Fernández)       | Charly García | 7:24     |  |
| 4.     | «Música del alma» (Charly García)        | Charly García | 4:17     |  |
| 70.03  |                                          |               |          |  |

Hay versiones, en CD e incluso en YouTube, con más temas que estos originales.

## Lista de temas del Festival Del Amor
1. "Música del alma (Variación)" [Incluido en el disco]
2. "Dos edificios dorados" [Incluido en el disco]
3. "Hombre de mala sangre" [Incluido en el disco]
4. "Treinta y dos macetas"
5. "Tema de los devotos" [Incluido en el disco]
6. "Nube cién"
7. "Sentado en el umbral de Dios" (con Raúl Porchetto) [Incluido en el disco]
8. "Miguel se volvió loco" (con Raúl Porchetto)
9. "Las dulces promesas" (con León Gieco) [Incluido en el disco]
10. "La colina sobre el terciopelo" (con León Gieco y Gustavo Santaolalla)
11. "Volver a los 17" (con Gustavo Santaolalla) [Incompleta por rechazo del público]
12. "Fusia" (PorSuiGieco)
13. "Iba acabándose el vino" (PorSuiGieco) [Incluido en el disco]
14. "Antes de gira" (PorSuiGieco) [Sin Raúl Porchetto]
15. "Rock del ascensor" (con los Hermanos Makaroff)
16. "Obertura 777" (La Máquina De Hacer Pájaros)
17. "Ah, te ví entre las luces" (La Máquina De Hacer Pájaros)
18. "Boletos, pases y abonos" (La Máquina de Hacer Pájaros) [Incluido en el disco]
19. "Quiero ver, quiero ser, quiero entrar" (PorSuiGieco y David Lebón)
20. "Mañana campestre" (con Soluna)
21. "El fantasma de Canterville" (con Nito Mestre)
22. "Nena" (Sui Generis) [Posteriormente conocida como "Eiti Leda"]
23. "Gaby" (Sui Generis) [Incluido en el disco]
24. "Bienvenidos al tren" (Sui Generis) [Incluido en el disco]
25. "Para quién canto yo entonces?" (Sui Generis con León Gieco)
26. "Instituciones" (Sui Generis con Rinaldo Raffanelli y Juan Rodríguez)
27. "El tuerto y los ciegos" (Sui Generis con Rinaldo Raffanelli, Juan Rodríguez y David Lebón)
28. "La fuga del paralítico" (Sui Generis con Rinaldo Raffanelli, Juan Rodríguez y David Lebón)
29. "Pequeñas delicias de la vida conyugal" (Sui Generis con Rinaldo Raffanelli, Juan Rodríguez y David Lebón)
30. "Tango en segunda" (Sui Generis con Rinaldo Raffanelli, Juan Rodríguez, David Lebón y Pino Marrone)
31. "Rasguña las piedras" (Sui Generis con Rinaldo Raffanelli, Juan Rodríguez y David Lebón)
32. "El amor te cambia tanto" (con David Lebón y Gustavo Santaolalla)

Casi 40 años después el usuario Marcelo Bergamo subió a YouTube el recital completo en el orden que fue grabado  Se pudo completar así el set list, dado que había muchos temas que no fueron interpretados esa noche pero erróneamente figuraban que sí.
También se pudo conocer el inédito "El Amor te cambia tanto", que generó gran rechazo en el público del recital (ya que esperaban como cierre el "Blues del levante") y es casi inaudible por los chiflidos y gritos. Lo que quedó claro es que la estructura musical pasó a formar parte de "Anhedonia", del álbum Como conseguir chicas, revelando de esta manera una de los enigmas de la carrera de García. Este aporte y otros serán parte del libro que Bergamo está terminando de escribir, "Que se puede hacer salvo escuchar a Charly".

## Músicos en el álbum
- Guitarras eléctricas: David Lebón, Gustavo Bazterrica.
- Guitarras acústicas: David Lebón, León Gieco, Alejandro "Golo" Cavoti, Charly García.
- Bajo eléctrico: José Luis Fernández.
- Batería: Gonzalo Farrugia, Oscar Moro.
- Teclados: Carlos Cutaia, Charly García.
- Voces: David Lebón, Nito Mestre, León Gieco, Raúl Porchetto, María Rosa Yorio, Alejandro "Golo" Cavoti, José Luis Fernández, Gustavo Bazterrica y Charly García.

## Ficha técnica
- Grabado en vivo en el Luna Park, el 11/11/77 en el "Festival del Amor".
- Mezclado y "remendado" en Estudios ION, entre enero y febrero de 1978.
- Técnico de grabación: A. Gilabert.
- Ilustración de tapa: Renata Schussheim.
- Fotografías: Rubén Andón.